# Cantate domino (Hovhaness)
Cantate domino is een compositie van Alan Hovhaness. De cantate is een toonzetting van psalm 98. Het werk is afkomstig uit zijn Seattleperiode, waarbij enige voorliefde voor de trompetklanken te constateren is. In dit werk voor gemengd vierstemmig koor, koos hij voor de trompetklanken uit een kerkorgel. Het werk werd tijdens zijn leven niet uitgegeven. Later volgde een uitgave via Fujihara Music, zijnde een muziekuitgeverij gestart door zijn vrouw Hinako Fujihara. 